# Sulfonal
El sulfonal ( Sulfonometano , Sulfonmetano , Acetodietilsulfona ) es un compuesto químico sintetizado por primera vez por Eugen Baumann en 1888 y luego introducido como medicamento hipnótico por Alfred Kast. En la actualidad ha sido reemplazado por nuevos sedantes más seguros. Su apariencia es en forma de cristales incoloros cristalina o en polvo. En los Estados Unidos, está programado como un medicamento de la Lista III en la Ley de Sustancias Controladas.

## Efectos
Produce sueño prolongado en el sistema nervioso funcional insomnio , también se ha mostrado efectivo contra algunas manifestaciones de demencia, se administra con mucílago de acacia o en líquidos calientes, debido a su insolubilidad, o en cápsulas grandes. Su poder hipnótico no es igual al del cloral , pero como no es un depresor para el corazón o la respiración , puede usarse cuando la morfina o el cloral están contraindicados. Sin embargo, es muy incierto en su acción, a menudo no produce sueño cuando se toma a la hora de acostarse, pero produce somnolencia y sueño al día siguiente. La somnolencia al día siguiente después de una dosis medicinal puede evitarse con un laxante salino la mañana después de su administración. No es prudente usarlo continuamente durante más de unos pocos días a la vez, ya que tiende a producir el hábito sulfónico, al que concurren marcados efectos tóxicos, alteraciones de la digestión , mareo, marcha tambaleante e incluso parálisis de las extremidades inferiores. Estos efectos se acompañan de erupciones cutáneas y la orina adquiere un color rojo oscuro (hematoporfinuria). Sulfonal es acumulativo en sus efectos. Se han registrado muchos casos fatales de intoxicación sulfónica, tanto por envenenamiento crónico como por una única gran dosis.

## Síntesis
Sulfonal se prepara por condensación de acetona con etil mercaptano en presencia de ácido clorhídrico , se forma el mercaptol (CH 3 ) 2 C (SC 2 H 5 ) 2 que es posteriormente oxidado por permanganato de potasio . También se forma por la acción de la potasa alcohólica y el yoduro de metilo sobre etilideno-sulfonato de dietilo, CH 3 • CH (SO 2 C 2 H 5 ) 2 (que se forma por la oxidación de ditioacetal con permanganato de potasio ). Cristaliza en prismas que funden a 125 °C, prácticamente insolubles en agua fría, pero se disuelven en 15 partes de caliente y también en alcohol y éter .

## Información adicional
- Kast, Alfred (1888). Sulfonal, ein neues Schlafmittel. Berlin.
- Wendt, Edmund C. (1888). Sulfonal, a new Hypnotic, The Medical Record, New York, v. 33, n. 22, p. 597-598.
- Bayer (1889). The Cincinnati Lancet-Clinic. Cincinnati: J. C. Culbertson, v. 22, p. 2.

- Datos: Q7636210
- Multimedia: Sulfonal / Q7636210